# Монтанья (микрорегион)

Монтанья на карте.

Монтанья (порт. Microrregião da Montanha) — микрорегион в Бразилии, входит в штат Эспириту-Санту. Составная часть мезорегиона Северное побережье штата Эспириту-Санту. 
Население составляет 	54 378	 человек (на 2010 год). Площадь — 	2 972,911	 км². Плотность населения — 	18,29	 чел./км².

## Демография
Согласно сведениям, собранным в ходе переписи 2010 г. Национальным институтом географии и статистики (IBGE), население микрорегиона составляет:						
| Полное население                             | Полное население                             | Полное население                             | Полное население                             | 54 378 |
| -------------------------------------------- | -------------------------------------------- | -------------------------------------------- | -------------------------------------------- | ------ |
| в том числе:                                 | Городское население                          | 41 418                                       | Процент городского населения, %              | 76,17  |
|                                              | Сельское население                           | 12 960                                       | Процент сельского населения, %               | 23,83  |
|                                              | Мужское население                            | 27 343                                       | Процент мужского населения, %                | 50,28  |
|                                              | Женское население                            | 27 035                                       | Процент женского населения, %                | 49,72  |
| Плотность населения, чел/км²                 | Плотность населения, чел/км²                 | Плотность населения, чел/км²                 | Плотность населения, чел/км²                 | 18,29  |
| Население микрорегиона в % к населению штата | Население микрорегиона в % к населению штата | Население микрорегиона в % к населению штата | Население микрорегиона в % к населению штата | 1,55   |

## Статистика
- Валовой внутренний продукт на 2003 составляет 205 452 328,00 реалов (данные: Бразильский институт географии и статистики).
- Валовой внутренний продукт на душу населения на 2003 составляет 4047,87 реалов (данные: Бразильский институт географии и статистики).
- Индекс развития человеческого потенциала на 2000 составляет 0,706 (данные: Программа развития ООН).

## Состав микрорегиона
В составе микрорегиона включены следующие муниципалитеты:
1. Монтанья
2. Мукуриси
3. Пиньейрус
4. Понту-Белу